# Lovrenc na Dravskem polju
Lovrenc na Dravskem polju este o localitate din comuna Kidričevo, Slovenia, cu o populație de 657 de locuitori.